# 麥琪·麥迪遜
米凱拉·麥迪遜·羅斯貝格（英語：Mikaela Madison Rosberg；1999年3月25日—），艺名麦琪·麦迪逊（英語：Mikey Madison），是美国女演员，曾出演多部电视剧集和电影。麦迪逊在2016年起在FX电视喜剧《更美好的事》中出演麦克斯，直至2022年第五季完结。后续她在昆汀·塔伦蒂诺导演的《好莱坞往事》中扮演苏珊·阿特金斯，以及在2022年电影《惊声尖叫5》中扮演安柏·费里曼。麦迪逊在2024年由肖恩·贝克执导的电影《阿诺拉》中饰演女主角阿诺拉，她凭借这个突破性角色赢得了第97屆奥斯卡最佳女主角奖。

## 早年生活
麦琪·麦迪逊于1999年3月25日出生于美国加利福尼亚州洛杉矶市，她有一对双胞胎哥哥，以及另外三个兄弟姐妹。麦迪逊早年曾参与竞技马术训练，在她的一个姐姐嫁给电影编剧后，她开始尝试演员工作，并于2013年出演首个角色。

## 职业生涯
在职业起始，麦迪逊主要参演一些电影短片，包括《退休》（2013）、《帕尼的盒子》（2013）以及《伟大之路》（2014）。2014年，15岁麦迪逊的首次参演了院线电影《丽莎，丽莎，天空是灰色的》，这部电影直至2017年才上映。2016年，麦迪逊开始在FX电视喜剧《更美好的事》中出演麦克斯，直至2022年第五季完结。
2017至2018年，麦迪逊参演了美国精彩电视台的黑色喜剧《枕边大话王》。2018年，麦迪逊出演了剧情电影《怪物》和《怀旧》。2019年，她在昆汀导演的电影《好莱坞往事》中扮演苏珊·阿特金斯，她因此角色取得了广泛知名度。她也为2019年电影《阿达一族》中的角色配音。2020年，麦迪逊在马特·贝蒂内利-奥尔平和泰勒·吉列导演的电影《惊声尖叫5》中出演安柏·费里曼。该片于2022年1月14日发布。
电影导演肖恩·贝克在观看麦迪逊于《好莱坞往事》和《惊声尖叫5》中的表现后，便直接选定她主演喜剧《阿诺拉》中的同名角色，并特意为她量身打造了这一角色。为了完成这一角色，她学习了俄语，并亲自完成了所有的特技表演，包括两场打斗场景。麦迪逊在此电影中的表演受到广泛赞誉，她也籍此獲得第97屆奧斯卡金像獎最佳女主角和第78届英国电影学院奖最佳女主角。

## 出演作品

### 电影
| 年份 | 电影名                       | 角色                         | 备注     |
| ---- | ---------------------------- | ---------------------------- | -------- |
| 2013 | 退休（Retirement）                     | 女儿                         | 电影短片 |
| 2013 | 帕尼的盒子（Pani's Box）               | 帕尼（Pani）                     | 电影短片 |
| 2014 | 伟大之路（Bound for Greatness）                 | 海利（Haley）                     | 电影短片 |
| 2017 | 丽莎，丽莎，天空是灰色的（Liza, Liza, Skies Are Grey） | 丽莎（Liza）                     |          |
| 2018 | 怪物                         | 亚历山德拉·弗洛伊德（Alexandra Floyd）      |          |
| 2018 | 怀旧                         | 凯瑟琳（Kathleen）                   |          |
| 2019 | 好莱坞往事                   | 苏珊·艾金斯                  |          |
| 2019 | 阿达一族                     | 和                           | 配音     |
| 2021 | It Takes Three               | 凯特·沃克（Kat Walker）                |          |
| 2022 | 惊声尖叫5                    | 安柏·费里曼（Amber Freeman） |          |
| 2023 | 万灵（All Souls）                     | 里维尔（River）                   |          |
| 2024 | 阿诺拉                       | 阿妮（Ani）                  |          |

### 电视剧
| 年份      | 剧名       | 角色                     | 备注                   |
| --------- | ---------- | ------------------------ | ---------------------- |
| 2016–2022 | 更美好的事 | 麦克斯·福克斯（Max Fox） | 担任主角，共出现于46集 |
| 2017–2018 | 枕边大话王 | 年轻时的玛蒂             | 2季                    |
| 待公布    | 湖中的女人 | 朱迪思（Judith）         | 担任主角               |